# 京都府道668号野中小天橋停車場線
京都府道668号野中小天橋停車場線（きょうとふどう668ごう のなかしょうてんきょうていしゃじょうせん）は、京都府京丹後市を通る一般府道である。

## 概要
京丹後市久美浜町野中から京丹後市久美浜町浦明に至る。
佐濃地区の野中から田村地区の平田まで佐濃谷川に沿い、国道178号などと重複したのちに神野地区に所在する北近畿タンゴ鉄道宮津線 小天橋駅に至る路線である。起点から終点まで北へ向かって走行する場合は、正面に日本海を眺めながらの道のりとなる。
なお、本路線は、1959年（昭和34年）に京都府が認定した一般府道平田但東線および一般府道丹後神野停車場線を母体としている。平田但東線のうち、1964年（昭和39年）には久美浜町佐野から兵庫県出石郡但東町までが主要地方道久美浜但東線（現在の国道482号の一部）として昇格したため、平田但東線の残部と丹後神野停車場線を併せて起終点を逆転し、野中丹後神野停車場線（のなかたんごかんのていしゃじょうせん）とした。
2015年（平成27年）4月1日には終点の丹後神野駅が小天橋駅に改称されたことに伴い、名称が野中小天橋停車場線に改められた。

### 路線データ
- 起点：京丹後市久美浜町野中（野中交差点、国道312号交点）
- 終点：京丹後市久美浜町浦明（北近畿タンゴ鉄道宮津線 小天橋駅前）
- 総延長：8.1 km

## 歴史
- 1959年（昭和34年） - 京都府が一般府道平田但東線および一般府道丹後神野停車場線として認定。
- 1964年（昭和39年） - 主要地方道久美浜但東線（現在の国道482号の一部）として昇格したため、平田但東線の残部と丹後神野停車場線を併せて起終点を逆転し、野中丹後神野停車場線（のなかたんごかんのていしゃじょうせん）に変更。
- 2015年（平成27年）4月1日には終点の丹後神野駅が小天橋駅に改称されたことに伴い、名称が野中小天橋停車場線に変更[1]。

## 路線状況

### 重複区間
- 国道178号（京丹後市久美浜町平田・平田交差点 - 京丹後市久美浜町鹿野・鹿野交差点）
- 京都府道49号久美浜湊宮浦明線（京丹後市久美浜町浦明・長柄交差点 - 京丹後市久美浜町浦明・小天橋駅前交差点）

### 道路施設

#### 橋梁
- 出合橋（佐濃谷川、京丹後市）

## 地理

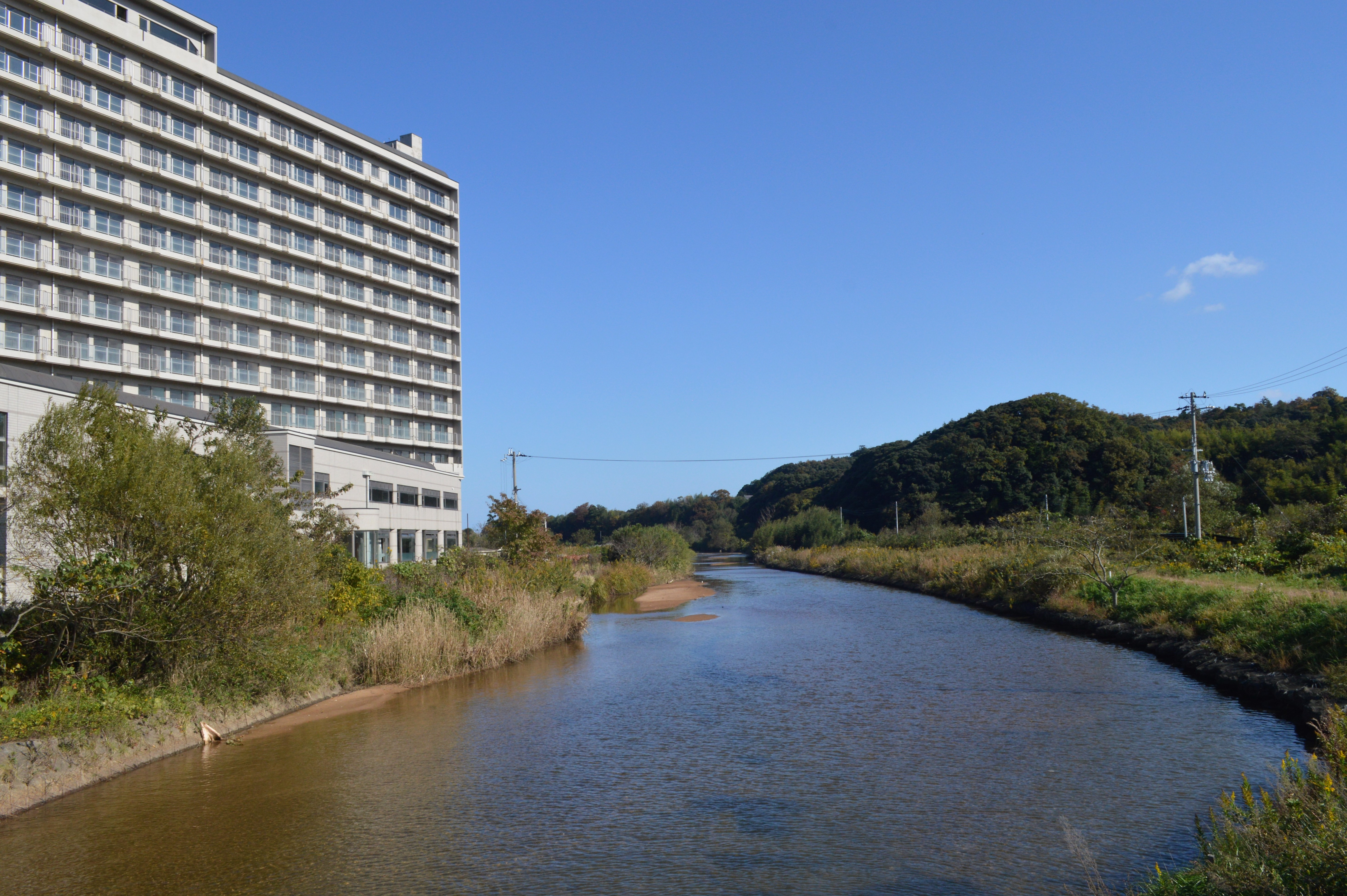
佐濃谷川

### 通過する自治体
- 京丹後市

### 交差する道路
| 交差する道路                              | 交差する場所     | 交差する場所      |
| ----------------------------------------- | ---------------- | ----------------- |
| 国道312号                                 | 久美浜町野中     | 野中交差点 / 起点 |
| 京都府道20号網野久美浜線                  | 久美浜町丸山     | 丸山交差点        |
| 京都府道666号岡田浦明線                   | 久美浜町関       | 関交差点          |
| 国道178号 重複区間起点                    | 久美浜町平田     | 平田交差点        |
| 国道178号 重複区間終点                    | 久美浜町鹿野（） | 鹿野交差点        |
| 京都府道49号久美浜湊宮浦明線 重複区間起点 | 久美浜町浦明（） | 長柄（）交差点    |
| 京都府道49号久美浜湊宮浦明線 重複区間終点 | 久美浜町浦明     | 小天橋駅前交差点  |

### 交差する鉄道
- 北近畿タンゴ鉄道宮津線

### 沿線
- 京丹後市立佐濃小学校
- 京都北都信用金庫 久美浜支店野中出張所
- 広峰神社
- 京丹後市立田村小学校
- 久美浜関郵便局
- 丸田神社
- 善福禅寺
- 久美浜神野郵便局
- 北近畿タンゴ鉄道宮津線 小天橋駅